# 勒梅尼勒兰夫赖
勒梅尼勒兰夫赖（法語：Le Mesnil-Rainfray，法語發音：[lə mɛnil ʁɛ̃fʁɛ]）是法国芒什省的一个旧市镇，属于阿夫朗什区。2017年，勒梅尼勒兰夫赖和相邻的其它6个市镇合并为新市镇瑞维尼莱瓦莱。

## 地理
勒梅尼勒兰夫赖（48°40'1"N, 1°3'23"W）面积11.47 平方千米，位于法国诺曼底大区芒什省，该省份为法国西北部沿海省份，西、北、东北三面环大西洋，东起顺时针与卡爾瓦多斯省、奧恩省、马耶讷省和伊勒-维莱讷省接壤。
与勒梅尼勒兰夫赖接壤的市镇（或旧市镇、城区）包括：拉巴佐日、沙斯盖、瑞维尼勒泰特尔、雷菲韦耶、罗马尼-丰特奈。

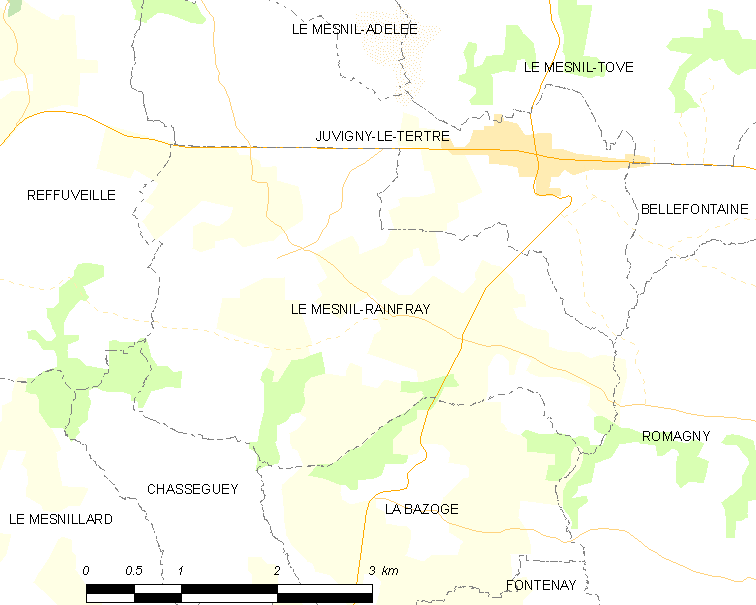
勒梅尼勒兰夫赖的OSM定位图

勒梅尼勒兰夫赖的时区为UTC+01:00、UTC+02:00（夏令时）。

## 行政
勒梅尼勒兰夫赖的邮政编码为50520，INSEE市镇编码为50318。

## 政治
勒梅尼勒兰夫赖所属的省级选区为伊西尼-勒比阿县。

## 人口

1962-2008年间勒梅尼勒兰夫赖人口变化图示

勒梅尼勒兰夫赖于2018年1月1日时的人口数量为214人。